# گران‌یرد
گران‌یرد (به سوئدی: Grangärde) یک منطقهٔ مسکونی در سوئد است که در بخش لودویککا واقع شده‌است. گران‌یرد ۰٫۶۸ کیلومتر مربع مساحت و ۳۵۱ نفر جمعیت دارد.